# Donat Kurti
Donat Kurti, född den 3 september 1903, död den 11 november 1983, var en  albansk forskare och folklorist.
Donat Kurti studerade teologi och filosofi vid en religionsskola i Rom och prästvigdes 1927. Han var mycket intresserad av folkloristik och episk diktning och utgav det episka verket Këngë Kreshnikësh 1937. Eftersom de albanska kommunisterna ogillade religionsutövning fängslades Kurti och hölls fånge i sjutton år. Under fängelsetiden översatte han Nya Testamentet till albanska.